# Racing FC (Gônaïves)
El Racing des Gonaïves es un equipo de fútbol de Haití que juega en la Liga de fútbol de Haití, la liga de fútbol más importante del país. Es un equipo de la ciudad de Gonaïves.

## Palmarés
- Liga de fútbol de Haití: 3

1996, Cl. 2008, Ap. 2016

## Participación en competiciones de la CONCACAF
- Champions' Cup: 3 apariciones

1985: Primera Ronda (Caribe). Eliminado por  Golden Star (Fort-de-France) 1-0 en el marcador global.
1993: Primera Ronda (Caribe). Eliminado por  Aiglon du Lamentin 4-0 en el marcador global (Ronda 1 de 5).
1994: Primera Ronda (Caribe). Sin jugar contra  FC AK Regina (Ronda 2 de 7).
- Recopa de la CONCACAF: 1 aparición

1991 - 4.º lugar

## Jugadores

### Jugadores destacados
- Ben Cius
- Jean Julien Fresnel
- Jean Jacqueson
- Chéry Olsen
- Jackson Pierre